# بين هرت
بين هرت (بالإنجليزية: Ben Hurt)‏ هو لاعب كرة قدم أمريكية أمريكي، ولد في 1933 في ناشفيل في الولايات المتحدة، وتوفي في 12 نوفمبر 2017.